# Centre d'Estudis i Experimentació d'Obres Públiques
El Centre d'Estudis i Experimentació d'Obres Públiques, més conegut pel seu acrònim CEDEX, és un organisme públic d'avantguarda aplicat a l'enginyeria civil, l'edificació i el medi ambient.
El CEDEX neix com a organisme autònom per Decret de 23 d'agost de 1957. Està adscrit orgànicament al Ministeri de Foment d'Espanya i funcionalment als Ministeris de Foment i d'Agricultura, Alimentació i Medi ambient.

## Funcions
L'Organisme proporciona suport multidisciplinari a les tecnologies de l'enginyeria civil, l'edificació i el medi ambient, i vas agafar tant a les administracions i institucions públiques com a empreses privades.
Es compon d'una sèrie d'unitats tècniques especialitzades denominades Centres i Laboratoris, que proporcionen assistència tècnica d'alt nivell, recerca aplicada i desenvolupament tecnològic en el marc de l'enginyeria civil: ports i costes, hidràulica d'aigües continentals, carreteres, estructures i materials, geotècnia, tècniques aplicades a l'enginyeria civil i el medi ambient, i estudis històrics de les obres públiques. Els Centres i Laboratoris dediquen aproximadament el 70% dels seus recursos a assistència tècnica d'alt nivell i el 30% restant a recerca aplicada i desenvolupament, activitats de transferència tecnològica i altres actuacions d'informació tècnica i científica.
Les activitats que duen a terme són, entre unes altres:
- Captació, anàlisi, tractament i explotació de dades bàsiques.
- Models físics reduïts i simulació numèrica.
- Estudi i recerca en les seves pròpies instal·lacions i amb prototips.
- Control de qualitat en obres públiques.
- Suport a la planificació i implementació de la normativa bàsica pròpies dels Departaments.
- Estudis mediambientals.
- Auscultació d'obres, elements i sistemes.
- Informació i documentació científica i tecnològica.
- Organització de cursos de postgrau, seminaris i altres activitats docents.

L'especialització dels seus professionals, les instal·lacions, la varietat de temes d'enginyeria civil i medi ambient que aborda i la creixent cooperació amb institucions estrangeres similars, fan del CEDEX un organisme internacional d'avantguarda per a la solució dels nombrosos problemes que es plantegen en els àmbits de la seva especialització, especialment en els casos en els quals és necessari combinar l'enginyeria amb aspectes mediambientals, en benefici del desenvolupament sostenible.

## Centres i laboratoris

### Direcció
Es compon dels següents òrgans rectors:
- Òrgans col·legiats: el Consell i el Comitè de direcció.
- Òrgans unipersonals: el President i el Director.

El Director ostenta la representació legal de l'Organisme, en nom del President, informa al Consell i presideix el Comitè de direcció. D'ell depenen els diferents Centres i Laboratoris que integren el CEDEX, i està assistit en l'exercici de les seves funcions pel Secretari i el suport d'un Gabinet Tècnic.

### Centre d'Estudis Hidrogràfics
El Centre d'Estudis Hidrograficos (CEH) se centra en temes de planificació hidràulica, hidrologia, enginyeria de les aigües continentals, així com en els aspectes relacionats amb la qualitat del recurs.

### Centre d'Estudis de Ports i Costes

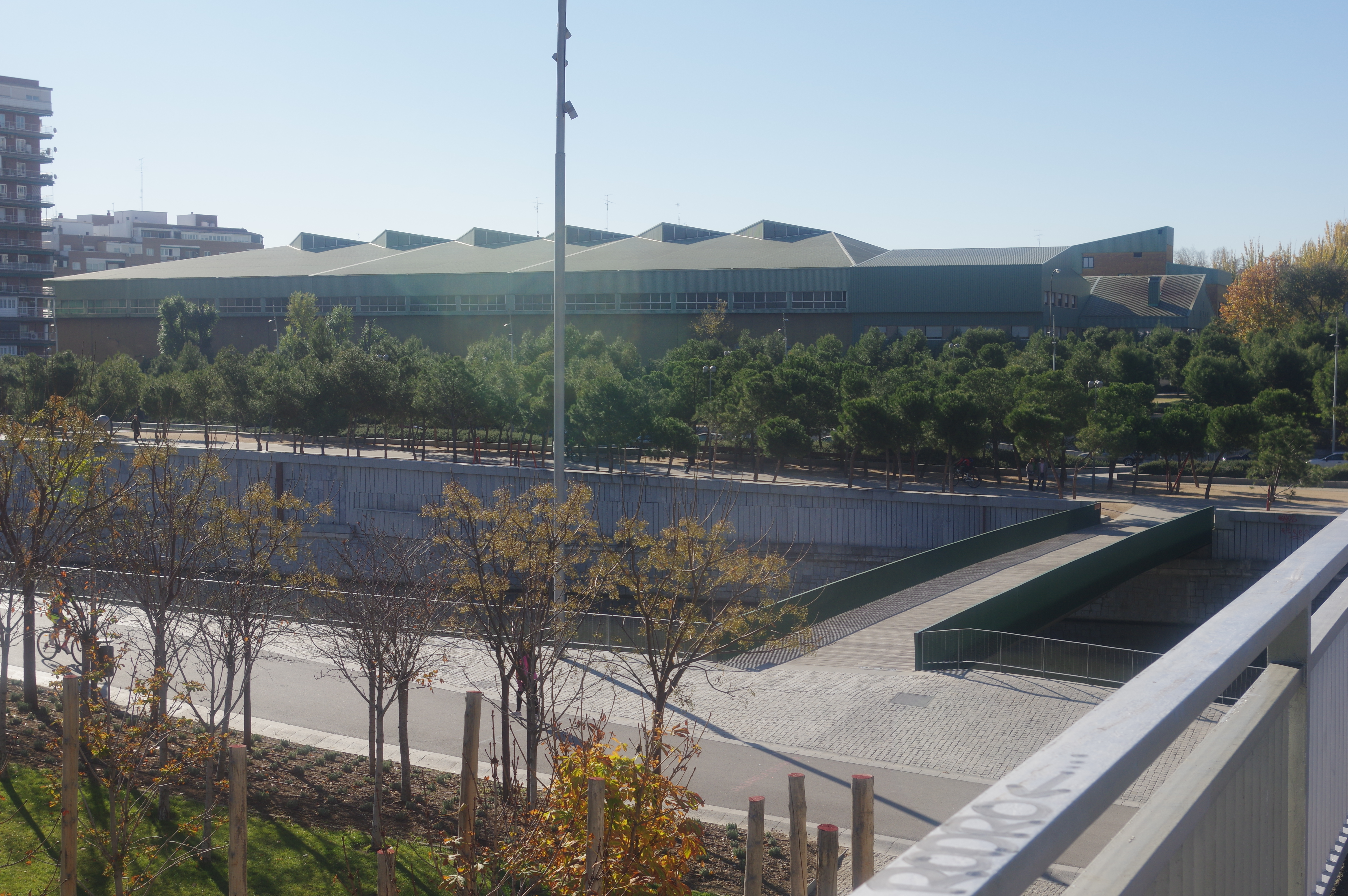
El CEPYC es troba al carrer d'Antonio López, 81, 28026 Madrid.

Especialitzat en tasques d'assistència tècnica, recerca i desenvolupament tecnològic en matèria de ports, costes, estuaris i enginyeria marítima en general.

### Centre d'Estudis del Transport
Dedicat a tasques d'assistència tècnica, recerca i desenvolupament tecnològic i innovació en matèria de transport.

### Centre d'Estudis de Tècniques Aplicades
Orienta les seves actuacions fonamentalment a l'estudi i caracterització de les afeccions i dels riscos naturals o induïts per l'activitat humana, i en particular l'obra pública, sobre el medi ambient.

### Laboratori Central d'Estructures i Materials
Especialitzat en l'anàlisi i experimentació d'estructures d'enginyeria civil i edificació, així com en l'estudi de les propietats i aplicacions de materials i productes de construcció.

### Laboratori de Geotècnia
En l'àmbit de la geotècnia, i d'acord amb el que s'estableix en l'Estatut del CEDEX, al Laboratori de Geotecnia li corresponen les següents funcions:
- Realitzar activitats d'obtenció, recerca, experimentació i gestió de dades relatives a recursos i fenòmens de la naturalesa.
- Definir, dissenyar, millorar i, si escau, avaluar i certificar les característiques dels materials, elements, tècniques, mètodes i sistemes, així com fomentar la seva normalització.
- Proposar, estudiar i elaborar, directament o en col·laboració, reglamentacions, normes i, en general, qualsevol classe d'especificacions tècniques.
- Promoure i proposar programes de recerca, desenvolupament tecnològic i innovació en els àmbits d'actuació dels Ministeris de Foment i de Medi ambient, i Mitjà Rural i Marí.
- Desenvolupar projectes de recerca, desenvolupament tecnològic i innovació, tenint en compte les directrius contingudes en els plans europeus i nacionals i als programes als quals es refereix l'apartat anterior o a iniciativa pròpia.
- Prestar assistència tècnica especialitzada tant al sector públic com al privat, amb atenció prioritària als departaments ministerials dels quals depèn funcionalment.
- Col·laborar i fomentar la col·laboració amb altres òrgans de les administracions públiques i amb institucions nacionals i internacionals en activitats d'assistència tècnica, experimentació, recerca, desenvolupament tecnològic i innovació i transferència de tecnologia.
- Dictar laudes arbitrals en casos litigiosos, quan oficialment sigui requerit per a això.

Organitza anualment el Màster Internacional en Mecànica del Sòl i Enginyeria Geotècnica.

### Laboratori d'Interoperabilitat Ferroviària
Capacitat per realitzar assajos d'interoperabilitat entre els diferents constituents i subsistemes de l'ERTMS (European Rail Traffic Management System)

### Centre d'Estudis Històrics d'Obres Públiques i Urbanisme
Correspon al CEHOPU impulsar la recerca, l'estudi i la difusió de la història de l'obra pública, l'urbanisme i el medi ambient associat. Té la seu al Palau de Zurbano.